# Hippeastrum machupijchense
Hippeastrum machupijchense là một loài thực vật có hoa trong họ Amaryllidaceae. Loài này được (Vargas) D.R.Hunt mô tả khoa học đầu tiên năm 1981.